# 209
El 209 (CCIX) fou un any comú començat en diumenge del calendari julià.

## Esdeveniments
- Publi Septimi Geta rep el títol d'august.[1]
- Ampliació del Mur d'Adrià a la frontera de Britànnia amb Caledònia.
- Chandra Shri, nou monarca de l'imperi Satavahana.